# (22782) Kushalnaik
(22782) Kushalnaik est un astéroïde de la ceinture principale d'astéroïdes.

## Description
(22782) Kushalnaik est un astéroïde de la ceinture principale d'astéroïdes. Il fut découvert le 15 avril 1999 à Socorro (Nouveau-Mexique) par le projet LINEAR. Il présente une orbite caractérisée par un demi-grand axe de 2,24 UA, une excentricité de 0,06 et une inclinaison de 4,2° par rapport à l'écliptique.

## Compléments